# Lennart Persson (neurokirurg)
Lennart Arvid Persson, född den 25 november 1950 i Örebro, är en svensk läkare, sjukhuschef och professor i neurokirurgi vid Uppsala universitet. 
Han studerade medicin vid Uppsala universitet och Linköpings universitet, blev medicine doktor år 1980 och specialist i neurokirurgi år 1986. Därefter var han verksam vid Akademiska sjukhuset i Uppsala, bland annat (från 1992) som verksamhetschef vid neurokirurgiska kliniken och (från 1993) divisionschef för Neurocentrum. Han utnämndes 1995 av regeringen att vara professor i neurokirurgi vid Uppsala universitet. I september 2006 tillträdde han som chef för den förvaltning inom Stockholms läns landsting som ansvarade för planering och bygge av det nya universitetssjukhuset Nya Karolinska Solna. I september 2011 utnämndes han till sjukhusdirektör för Akademiska sjukhuset en post han tillträdde 1 november samma år.
Mellan 2001 och 2003 var han ämnessakkunnig i Socialdepartementet, med frågor som rör kopplingen mellan högspecialiserad vård och klinisk forskning. Vidare bl.a. vetenskapligt råd i Socialstyrelsen.
År 2010 invaldes han som ledamot i Kungliga ingenjörsvetenskapsakademiens (IVA) avdelning för bioteknik.2012 invaldes han som ledamot i Kungliga Vetenskapssocieteten i Uppsala.
Lennart Persson var Södermanlands-Nerikes nations inspektor, mellan 5 maj 2007 och 12 mars 2011. Han efterträddes av Johan Åqvist, professor i teoretisk kemi.